# Michael Diethelm
Pour les articles homonymes, voir Diethelm.
Michael Diethelm est un footballeur suisse, né le 24 janvier 1985 en Suisse.
Michael Diethelm évolue depuis 2016 au SC Buochs, où il occupe le poste de défenseur.

## Biographie
Michael Diethelm commence le football à l’âge de six ans dans le mouvement junior du FC Lucerne, où il passe par les différentes équipes. En 2002, il est membre de l’équipe de Suisse victorieuse de l’Euro des moins de 17 ans.
Il fait ses débuts professionnels avec la première équipe lucernoise durant la saison 2003-2004, avant de fêter la promotion en première division au terme de la saison 2004-2006. En juillet 2008, il quitte son club formateur pour rejoindre le FC Wohlen, qui évolue en deuxième division et joue jusqu’à la fin de la saison 2010-2011 avec le club argovien.
Il quitte alors le monde professionnel pour rejoindre le SC Cham en troisième division, puis le FC Muri la saison suivante, en quatrième division. Il y évolue jusqu’en 2016, avant de se joindre au SC Buochs.

## Carrière
| Saison                | Club                  | Championnat           | Championnat | Championnat | Coupe(s) nationale(s) | Coupe(s) nationale(s) | Total | Total |
| Saison                | Club                  | Division              | M.          | B.          | M.                    | B.                    | M.    | B.    |
| 2003 - 2004           | FC Lucerne            | Challenge League      | 15          | 0           | -                     | -                     | 15    | 0     |
| 2004 - 2005           | FC Lucerne            | Challenge League      | 27          | 0           | 6                     | 0                     | 33    | 0     |
| 2005 - 2006           | FC Lucerne            | Challenge League      | 27          | 1           | 1                     | 0                     | 28    | 1     |
| 2006 - 2007           | FC Lucerne            | Super League          | 22          | 1           | 5                     | 0                     | 27    | 1     |
| 2007 - 2008           | FC Lucerne            | Super League          | 20          | 1           | -                     | -                     | 20    | 1     |
| Sous-total            | Sous-total            | Sous-total            | 111         | 3           | 12                    | 0                     | 123   | 3     |
| 2008 - 2009           | FC Wohlen             | Challenge League      | 26          | 2           | 2                     | 0                     | 28    | 2     |
| 2009 - 2010           | FC Wohlen             | Challenge League      | 20          | 3           | 2                     | 0                     | 22    | 3     |
| 2010 - 2011           | FC Wohlen             | Challenge League      | 2           | 0           | -                     | -                     | 2     | 0     |
| Sous-total            | Sous-total            | Sous-total            | 48          | 5           | 4                     | 0                     | 52    | 5     |
| 2011 - 2012           | SC Cham               | 1re ligue             | 26          | 1           | 4                     | 1                     | 30    | 2     |
| Sous-total            | Sous-total            | Sous-total            | 26          | 1           | 4                     | 1                     | 30    | 2     |
| 2012 - 2013           | FC Muri               | 1re ligue             | 24          | 0           | 1                     | 0                     | 25    | 0     |
| 2013 - 2014           | FC Muri               | 1re ligue             | 24          | 2           | 3                     | 0                     | 27    | 2     |
| 2014 - 2015           | FC Muri               | 1re ligue             | 26          | 3           | -                     | -                     | 26    | 3     |
| 2015 - 2016           | FC Muri               | 1re ligue             | 22          | 1           | 1                     | 0                     | 23    | 1     |
| Sous-total            | Sous-total            | Sous-total            | 97          | 6           | 5                     | 0                     | 102   | 6     |
| 2016 - 2017           | SC Buochs             | 1re ligue             | 23          | 1           | 1                     | 0                     | 24    | 1     |
| Sous-total            | Sous-total            | Sous-total            | 23          | 1           | 1                     | 0                     | 24    | 1     |
| Total sur la carrière | Total sur la carrière | Total sur la carrière | 305         | 16          | 26                    | 1                     | 331   | 17    |

## Palmarès
FC Lucerne
- Champion de Suisse de deuxième division en 2006